# Polymyalgia reumatika
Polymyalgia reumatika (PMR) är en sjukdom med inflammation i skelettmuskulatur och kallas ibland "muskelreumatism". Den kännetecknas av stelhet på morgonen i båda skuldrorna, båda höfterna och i nacken. De som drabbas är nästan uteslutande över 50 år, men de flesta som insjuknar är över 70 år. Kvinnor drabbas oftare än män.

## Orsaker
Orsaken är okänd, men beror troligen på en immunologisk reaktion. Kvinnor är drabbade tre gånger oftare än män. Sällan insjuknande före 60 års ålder. Det finns ej fullständig konsensus beträffande diagnoskriterier. 

## Symtom
Relativt hastigt insjuknande med symmetrisk stelhet och värk i proximal muskulatur, skuldra, bäcken, armar, lår. Vanligt med bilateral skulderbursit. Morgonstelhet. Allmänsymtom som trötthet, avmagring, matleda, subfebrilitet är inte ovanligt. 
Ofta anses att patienter med PMR skall:
- Vara över 50 år
- Uppvisa 1 månads värk/stelhet i minst två av tre regioner (axlar och överarmar, höfter och lår, hals och bål).
- Ha SR 40 mm (kan vara normal vid debut för att senare stiga).
- Ej ha annan sjukdom (frånsett temporalisarterit).
- Uppvisa påtaglig symtomlindring inom några dagar på kortisonbehandling

PMR och temporalisarterit samvarierar i hög grad, det vill säga 15 % av alla med PMR har temporalisartrit (TA) medan 50 % av TA har PMR. TA engagerar medelstora kärl och medför risk för blindhet om inte behandling snabbt sker. Hög dos kortison ges vid temporalisarterit, och en något lägre dos ges vid polymyalgia reumatika.